# Brás Pires
Brás Pires is een gemeente in de Braziliaanse deelstaat Minas Gerais. De gemeente telt 4.615 inwoners (schatting 2009).

## Aangrenzende gemeenten
De gemeente grenst aan Alto Rio Doce, Cipotânea, Dores do Turvo, Presidente Bernardes, Senador Firmino en Senhora de Oliveira.